# Linda Salzman Sagan
Linda Salzman Sagan (* 16. Juli 1940 in New York City; † 22. November 2023 in Ithaca, New York) war eine US-amerikanische Künstlerin und Autorin.

## Leben

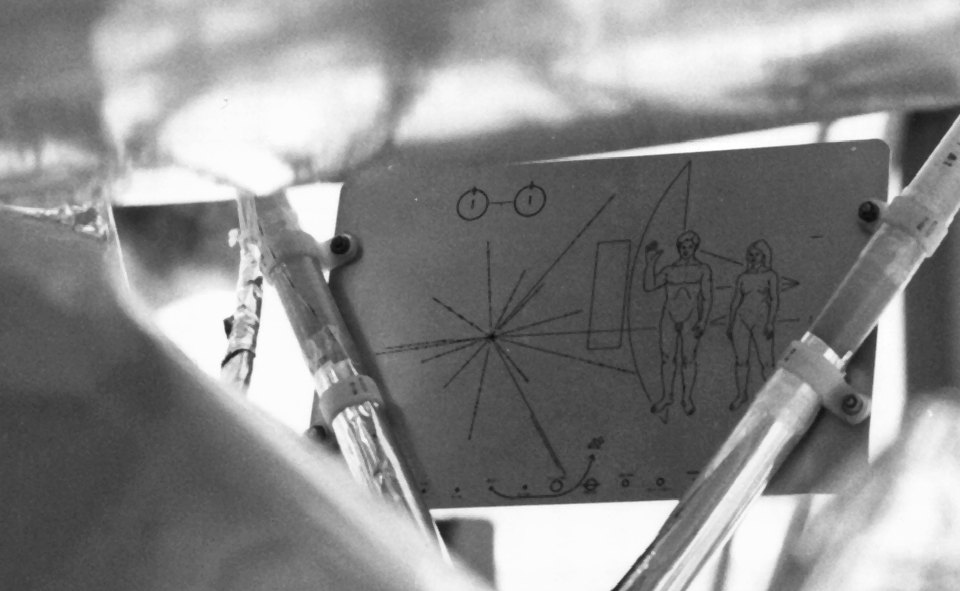
Pioneer-Plakette mit ihrer Darstellung von Mann und Frau

Linda Salzman studierte in den 1960er Jahren Kunst an der School of the Museum of Fine Arts in Boston. Zu dieser Zeit lernte sie den Astrophysiker und Exobiologen Carl Sagan kennen, mit dem sie von 1968 bis zur Scheidung 1981 verheiratet war. Aus der Ehe ging 1970 der spätere Autor Nick Sagan hervor.
Salzman Sagan gestaltete die künstlerischen Darstellungen der Pioneer-Plakette, die an den interstellaren Raumsonden Pioneer 10 und Pioneer 11 angebracht war. Die von Salzman Sagan geschaffene Darstellungen von Mann und Frau wurden von verschiedenen Seiten kritisiert, unter anderem wegen der Nacktheit und eurozentrisch anmutenden Darstellung der Personen, des Versteckens der weiblichen Geschlechtsmerkmale und der neben dem grüßenden Mann sehr passiv wirkenden Frau. Salzman hatte ihre Darstellung an griechischen Idealen und den Zeichnungen Leonardo da Vincis orientiert.
Sie war außerdem an der Zusammenstellung der verschiedenen Grußbotschaften auf der Voyager Golden Record beteiligt, die mit den Raumsonden Voyager 1 und Voyager 2 zur Erforschung des äußeren Planetensystems und des interstellaren Raums im Rahmen des Voyager-Programms ins All geschickt wurden. Mit ihrem Mann und weiteren Autoren verfasste sie das Buch Murmurs of Earth: The Voyager Interstellar Record.
Seit Mitte der 1980er Jahre verfasste sie einige Drehbücher für die Fernsehserien Unter der Sonne Kaliforniens, Dr. Kulani – Arzt auf Hawaii und General Hospital.
Sie starb im November 2023 im Alter von 83 Jahren in Ithaca, New York.

## Schrift
- mit Carl Sagan, F. D. Drake, Ann Druyan, Timothy Ferris, Jon Lomberg: Murmurs of Earth: The Voyager Interstellar Record. Ballantine Books, 1978, 273 Seiten, ISBN 978-0-345-28396-2.
  - dt. Ausgabe: Signale der Erde. Unser Planet stellt sich vor. Droemersche Verlagsanstalt Th. Knaur Nachf., München/Zürich 1980, ISBN 3-426-03676-2.